# Universidade de Washington
A Universidade de Washington (em inglês, University of Washington / UW) é uma universidade pública de pesquisa em Seattle, Washington, Estados Unidos. Fundada em 1861, a UW é a maior universidade do noroeste americano e uma das mais antigas da costa oeste. É uma das universidades mais prestigiadas do mundo no que se refere ao ensino e à pesquisa.
A universidade tem três campi, o maior em Seattle e outros dois menores em Tacoma e Bothell. Suas despesas operacionais e orçamento de pesquisa para o ano fiscal de 2012 totalizaram mais de 7,2 bilhões de dólares. A Universidade de Washington é considerada uma "Public Ivy", uma vez que fornece uma experiência estudantil compatível com as universidades formadoras da Ivy League, a um preço de escola pública.
A universidade é um membro eleito da Associação Americana de Universidades, uma organização das principais universidades de pesquisa dedicadas à manutenção de um forte sistema de pesquisa e formação acadêmica. É composta por 60 universidades nos Estados Unidos (públicas e privadas) e duas universidades do Canadá.
O orçamento de pesquisa da universidade está entre os maiores dos Estados Unidos. Tem alta avaliação em vários rankings universitários globais, como o Academic Ranking of World Universities (ARWU) e o Times Higher Education (THE) e 12 membros afiliados à universidade (ex-alunos, pesquisadores e professores) já foram laureados com o Prêmio Nobel

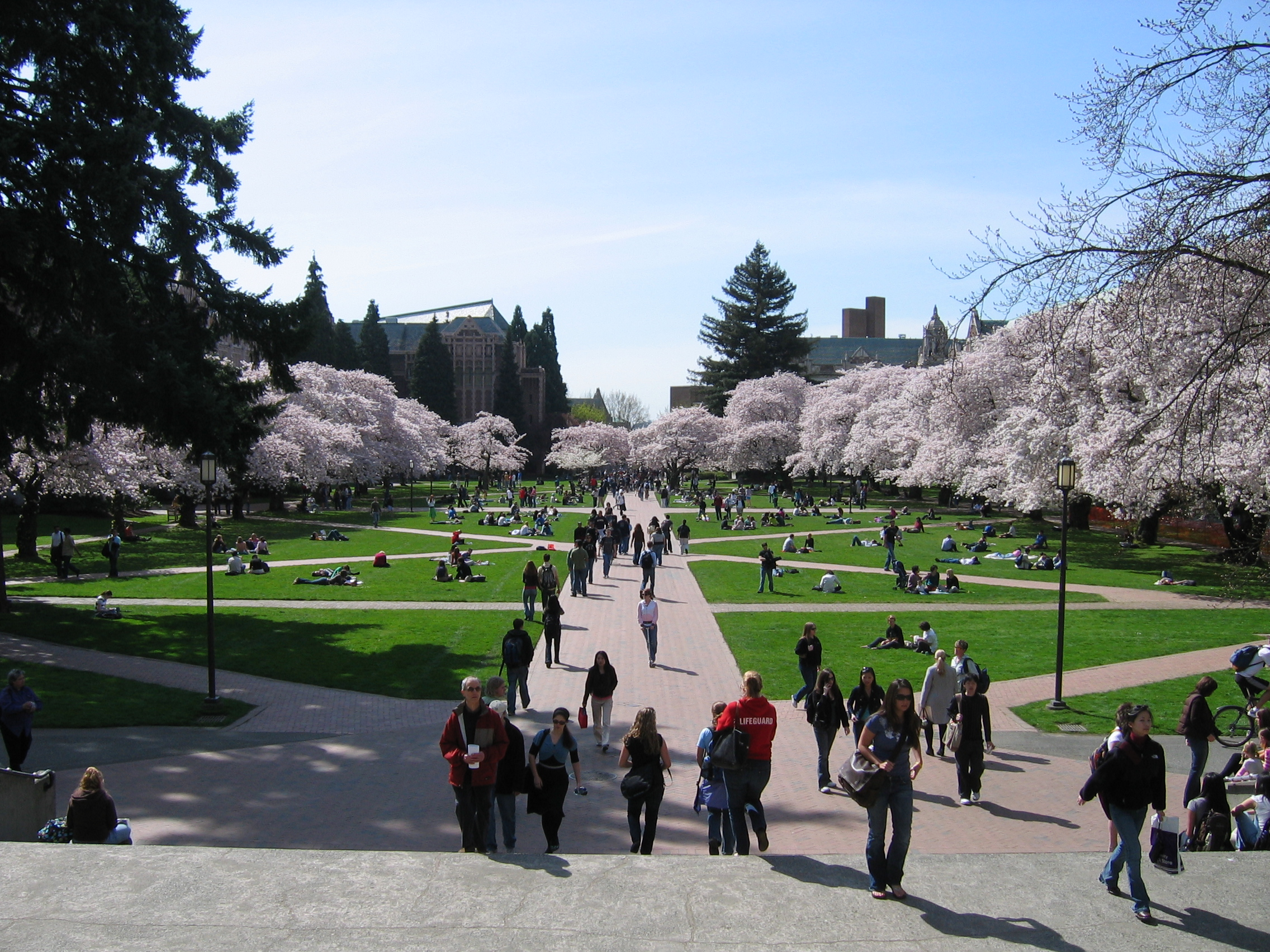
Praça no campus da universidade.